# Trägerbetrieb
Trägerbetriebe wurden Volkseigene Betriebe (VEB) und staatliche Verwaltungen in der Deutschen Demokratischen Republik (DDR) genannt, die als kulturpolitische Institutionen kulturelle und sportliche Veranstaltungen, insbesondere aber Kulturgruppen, Sportgemeinschaften, Zentrale Pionierlager und vergleichbare, vorwiegend zur Freizeitgestaltung gedachte Einrichtungen unterstützten. Daneben wurden auch leistungssportlich (siehe Staatsamateur) orientierte und kulturell anspruchsvolle Einrichtungen von Trägerbetrieben finanziert.
Die Trägerbetriebe unterstützten ihre jeweilige Einrichtung oder Veranstaltung finanziell und logistisch. Initiatoren noch vor Gründung der DDR waren der Freie Deutsche Gewerkschaftsbund (FDGB), der Kulturbund und die Freie Deutsche Jugend (FDJ) mit dem Ziel, die kulturelle Entwicklung zu fördern und Arbeiterkünstler zu unterstützen, sowie auf dem Gebiet der Körperkultur der Deutsche Sportausschuß, der in der Sowjetischen Besatzungszone das kommunal organisierte Sportsystem durch Betriebs- und Arbeitersport nach sowjetischem Vorbild zu ersetzen hatte. Viele größere Betriebe wurden schon vor 1948 zu Trägern von Kultur- und Sportgruppen. Anders als in vormals ortsgebundenen Vereinen wohnten die Mitglieder einer Kulturgruppe oder Sportgemeinschaft seither nicht mehr zwangsläufig im selben Ort oder Stadtteil, sondern waren fortan häufig Werktätige ein und desselben Betriebes. Dass eine Kulturgruppe oder Sportgemeinschaft keinem VEB-Trägerbetrieb zugeordnet war, wurde schon in den frühen 1950er Jahren zur Ausnahme. Der Name der Betriebssportgemeinschaften (BSG) ging auf die Bezeichnung der Sportvereinigung zurück, die sich wiederum in der Regel nach der jeweiligen Gewerkschaftssparte des Trägerbetriebs richtete. Dadurch, dass die Betriebe in der DDR mehrfach staatlich verordneten Umstrukturierungen unterworfen waren, konnte auch der Name der BSG wechseln. Außerdem waren in vielen Fällen mehrere kleinere Trägerbetriebe für die Unterstützung einer Kultur- oder Sporteinrichtung verantwortlich. War der Trägerbetrieb zahlungskräftig und förderte die Sportler und Künstler gut, dann hatte dies unmittelbare Auswirkungen auf deren Leistungen und Erfolge im nationalen, aber auch im internationalen Vergleich.
Als nach der Wende viele Betriebe in große finanzielle Schwierigkeiten gerieten, trennten sie sich zügig von den durch sie geförderten kulturellen und sportlichen Einrichtungen. Das Betriebssportsystem der DDR, Kulturhäuser der Betriebe mit deren Kulturensembles, aber auch betrieblich geförderte Einrichtungen der Pionierorganisation Ernst Thälmann, der FDJ oder des FDGB wurden aus diesem Grund sehr schnell aufgelöst.
Ebenfalls Träger des Sports und der Kultureinrichtungen in der DDR, aber keine eigentlichen Träger-„Betriebe“, waren die Schulen und Hochschulen (z. B. Sportvereinigung Wissenschaft), die inneren Sicherheitsorgane der DDR (z. B. Sportvereinigung Dynamo), die Nationale Volksarmee (z. B. Armeesportvereinigung Vorwärts) oder sonstige kommunale und staatliche Institutionen.